# St.-Antonius-Bruderschaft Kottenheim
Die St.-Antonius-Bruderschaft wurde 1693 in Kottenheim gegründet und bestand bis in die 1970er Jahre.

## Geschichte

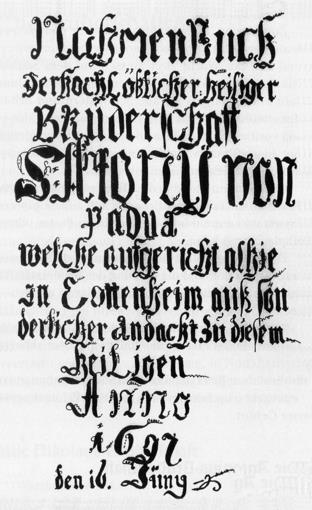
NahmenBuch Der hochlöblicher heiliger Bruderschaft St. Antonii von Padua welche aufgericht alhie zu Cottenheim aus sönderlicher Andacht zu diesem Heiligen Anno 1697 den 16. Jüny.

1693 wurde von Pfarrangehörigen aus Kottenheim die Gründung der St.-Antonius-Bruderschaft beschlossen. Anlass waren die täglichen Gefahren, denen man sich bei der gefährlichen Arbeit im Kottenheimer Winfeld, einem Steinbruch zwischen Kottenheim und Ettringen, ausgesetzt sah. Man wollte sich daher unter den besonderen Schutz des hl. Antonius stellen. Zweck der Bruderschaft war somit die Beförderung des religiös-sittlichen Lebens unter ihren Mitgliedern und die Bewahrung vor geistlichen und körperlichen Übeln durch den besonderen Schutz des Heiligen. Die Bestätigung der Bruderschaft wurde noch im gleichen Jahr beim Trierer Erzbischof Johann Hugo von Orsbeck nachgesucht, aber erst am 6. März 1697 erteilt. Das Dekret lautete:

„Johannes Hugo, durch Gottes Barmherzigkeit Erzbischof von Trier, des hl. römischen Reiches Erzkanzler, unserem geliebten Sohne Johannes Bartz, Pastor in Kottenheim.
Da nach dem Evangelisten die Gerechten vor dem Angesicht Gottes leuchten wie die Sonne, so ist es recht und billig, dass wir Diejenigen, welche Gott im Himmel nach dem Maße ihrer Heiligkeit frönt und auszeichnet, auch auf Erden geziemend verehren, preisen und verherrlichen nach den Worten des Psalmisten: "Lobet den Herrn in seinen Heilligen." Unter ihnen ragt besonders hervor der hl. Antonius von Padua. Es wächst und vermehrt sich die Andacht zu diesem Heiligen und seine Verehrung bei dem gläubigen Volke so sehr, dass sich zur besonderen Verehrung des hl. Antonius, unter Gutheißung des Apostolischen Stuhles, eigene Bruderschaften gebildet haben. Wir gewähren deshalb gerne deinen und deiner Pfarrkinder Wunsch, dass es dir gestattet sei, dass du zur größeren Ehre Gottes und zum Heil der Seelen in deiner Pfarrkirche in Kottenheim, eine Bruderschaft unter Anrufung des hl. Antonius zu Padua für jetzt und für die Zukunft errichtest und einsetzt, in welcher fromme Werke und andächtige Gebete an den von uns zu bestimmenden Tagen, für öffentliche und private Angelegenheiten am Throne der Gnade und Barmherzigkeit Gottes, von den Brüdern und Schwestern der Bruderschaft unter besonderen Begünstigungen verrichtet werden können. 
Gegeben in unserer Residenz Ehrenbreitstein am 6. März 1697
Johannes Hugo, Erzbischof von Trier“

Vollkommene Ablässe konnten gewonnen werden „nach reuevoller, gültiger Beichte und würdiger hl. Kommunion“ am Tag des Eintritts in die Bruderschaft und in der Sterbestunde, sowie am Sonntag nach dem Festtag des hl. Antonius am 13. Juni, Osterdienstag, Pfingstdienstag und am Fest Kreuzerhöhung am 14. September.

### Satzung von 1821
Als Folge der gesellschaftlichen Wirren seit Ende des 18. Jahrhunderts erhielt die Bruderschaft als Gesellschaft der Mühlensteins-Arbeiter am 29. Juni 1821 eine neue Satzung. Danach verpflichtete man sich, am Begräbnis verstorbener Brüder teilzunehmen, am Festtag des hl. Antonius für jeden verkauften Mühlstein eine Abgabe zu entrichten sowie eine Aufnahmegebühr und Mitgliedsbeiträge zu entrichten.
Nicht nur Kottenheimer, sondern auch Mayener, Ettringer, St. Johanner, Ober- und Niedermendiger, Thürer und Trimbser Steinarbeiter schlossen sich der Bruderschaft an. Die Mayener Grubenbesitzer machten es ihren Arbeiten zur Pflicht, Mitglied der St.-Antonius-Bruderschaft zu werden. Wenn die Bruderschaftsmesse am Sonntag nach Antonius in der Pfarrkirche zu Kottenheim gehalten wurde, mussten alle Steinarbeiter der Messe beiwohnen.

### Satzung von 1847
Am 29. August 1847 wurde unter Pfarrer Franz Stephan Braun aus Kottenheim eine umfangreiche Satzung erlassen, die am 5. Oktober 1847 durch den Trierer Generalvikar Matthias Martini genehmigt wurde. In der neuen Satzung wurde erstmals die Unterstützung verunglückter Grubenarbeiter geregelt. Bei Tod oder schweren Verletzungen wir Arm- oder Beinbruch wurden 6 Taler, bei geringeren Verletzungen 3 Taler gezahlt. Am Festtag des hl. Antonius wurden milde Gaben an die Armen des Dorfes verteilt.
Mit Gründung des Kottenheimer Knappschaftsvereins 1862 begann die Bruderschaft zunehmend an Bedeutung zu verlieren. Dennoch hielten die Kottenheimer an ihrer St.-Antonius-Bruderschaft weiterhin fest. 1926 wurde eine neue Fahne in Auftrag gegeben und noch bis in die 1970er Jahre begleiteten die Mitglieder einen verstorbenen Bruder beim Begräbnis. Heute existiert die Bruderschaft nicht mehr. Die Fahne von 1926 wurde zur 1000-Jahr-Feier der Ortsgemeinde 2008 aufwendig restauriert und hängt seitdem in der Pfarrkirche St. Nikolaus in Kottenheim.